# Fiat Stilo
O Stilo foi um hatchback médio fabricado pela Fiat apresentado em 2001 na Europa, chegando ao Brasil no final de 2002, 
convivendo durante um ano com seu antecessor - o Brava e em 2010 saiu de linha e em 2011 foi sucedido pelo Bravo. 
Foi eleito Carro do Ano nos anos de 2002 e 2003 pela Revista Autoesporte e o primeiro carro do Brasil com direção elétrica com dois programas de série, opção de rádio com MP3 com bluetooh e a possibilidade de até 8 airbags.

## Desenvolvimento
Segundo o site Auto & Design, o Stilo começou a ser prototipado em 1998 por quando três propostas de Mauro Basso (que teve o projeto escolhido), Aaron Hawkins e Thomas Sälzle liderados por Peter Fassbender. A ideia, segundo Di Giusto, era de criar "um design pan-europeu reservando características italianas aos mínimos detalhes", ou seja, pretendia-se um carro racional que pudesse atender inúmeros mercados. Com isso criou-se um carro com conceitos compatíveis com seu tempo, como o amplo espaço interno, posição alta de dirigir, altura mais elevada que seus antecessores, inspiração em mini-vans e o conceito do Next Generation Interior (NGI) em que inclui bancos e interior modular, em que era possível o reclinamento de bancos e mesas de apoio. 
Além disso, foi aliada a uma arquitetura mais robusta com 60% dos aços de ultra-alta resistência em sua célula de sobrevivência, aliadas a Controles de Estabilidade e Tração; Controle Eletrônico de Frenagem; controlador por velocidade baseado em radar; redes integradas de comunicação que posteriormente foi chamada de F.L.Ore.N.C.E (Fiat Luxury-car oriented for Network Control Electronics); direção elétrica; sistema de entrada remota e partida no veículo denominado de Easy N'Go e uma central de infotenimento com uma tela de 7 polegadas com display LCD, navegação GPS e outros recursos para assistência ao motorista denominada de Connect Nav Plus
Estes conceitos formaram a base para uma renovação na Plataforma C de segunda geração, que era derivada do Brava e Bravo, sob um conceito modular, permitindo a adaptabilidade a diversas aplicações. O nome desta nova plataforma seria Frame. 
Perdia, porém, a suspensão multilink de seus antecessores, algo que foi bastante criticado pela imprensa na sua época, pois era considerado uma involução dos seus antecessores, principalmente após o lançamento do Ford Focus, que se tornou benchmark nesse sentido. 

## Histórico

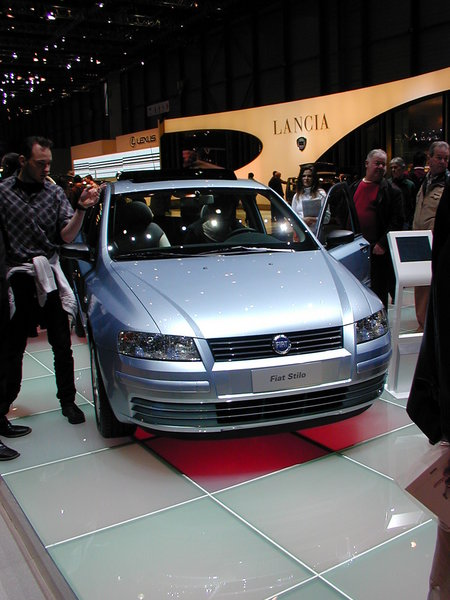
Imagem do Fiat Stilo em seu lançamento

Na Europa o Stilo começou a ser comercializado no final de 2001 com inúmeras opções de motor, indo do 1.2 Fire 16v utilizado no Punto até o 2.4 20v Fivetech usado no Marea brasileiro e a opção da station wagon, chamada de Stilo Multiwagon, que nunca chegou ao Brasil.  
Ao longo dos anos sofreu pequenos facelifts como em 2006 onde ganhou uma nova grade dianteira e novos faróis traseiros e a adoção de motores Multijet II até o fim da sua produção e sua sucessão pelo Bravo. 
Os testes com o Stilo no Brasil aconteciam antes mesmo do lançamento na europa segundo a Folha, porém, a Fiat não admitiu a época que o modelo seria realmente lançado no Brasil, afirmando que mesmo modelos da Lancia eram testados no país, mas sem intenção de fabricação.

### Brasil

#### Linha 2003

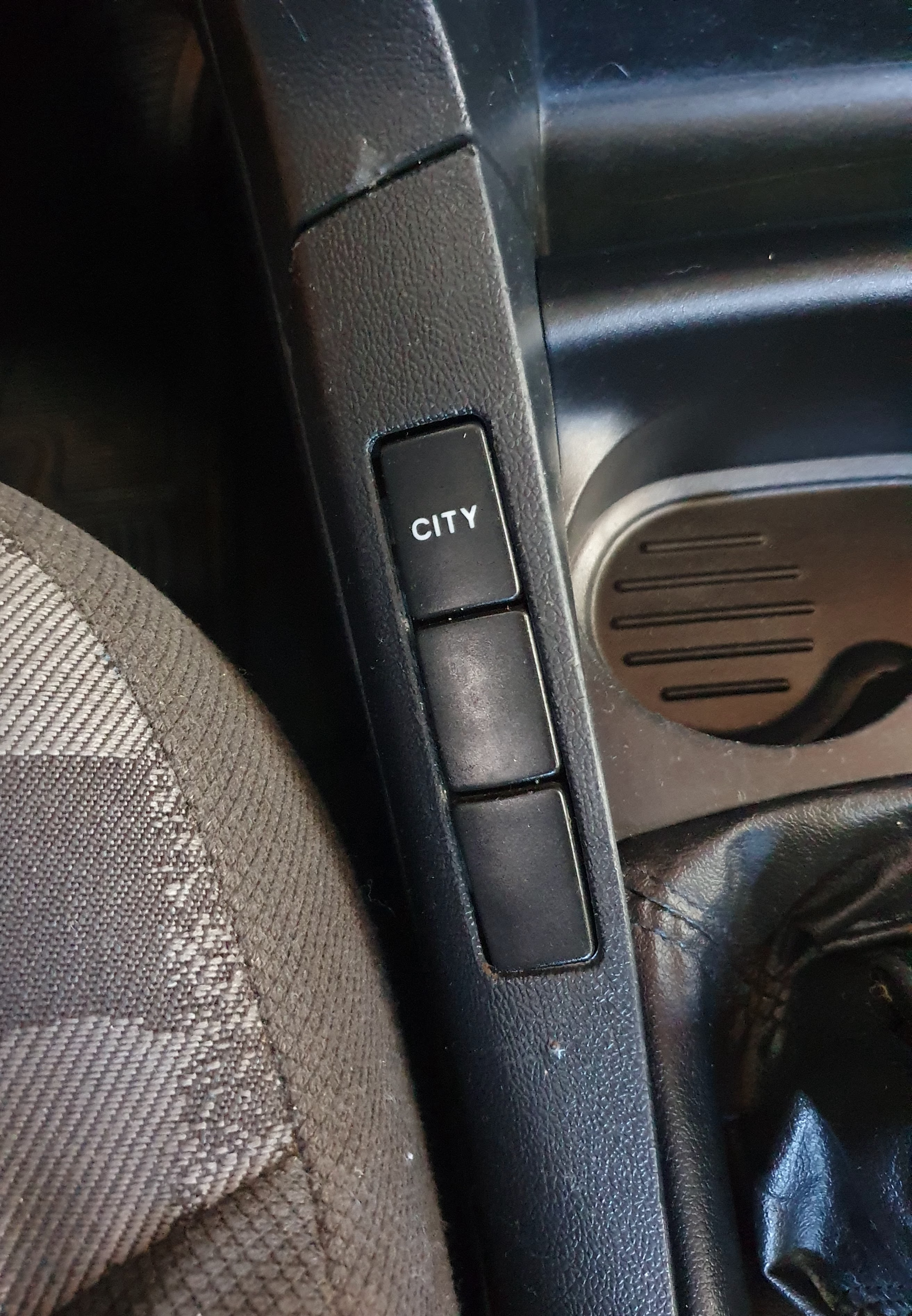
Console central do Stilo com a tecla City para redução do esforço da direção elétrica em um sistema chamado de Dualdrive

Lançado no Brasil em setembro de 2002 já como linha 2003, tinha as versões Stilo, com o motor 1.8 8v de 103 cv (a partir de R$ 30,200), Stilo 16v com o motor 1.8 16v de 122 cv (a partir de R$ 36,200) e Stilo Abarth com o motor 2.4 20v com 167 cavalos (a partir de R$ 48,400), idêntico ao do Marea, porém recalibrado para ter 7 cavalos a mais.
Inovava ao apresentar em todas as versões, como opcional, o Kit NGI - Next Gen Interior, onde era possível ter um interior modular onde bancos traseiros poderiam ser ajustados para maior espaço interno traseiro ou ampliação do porta-malas; o teto solar skywindow que inicialmente era restrito as versões 16v e Abarth; as 8 bolsas inflaveis opcionais no Abarth - este vinha com as duas frontais de série,  duas laterais denominadas sidebags, duas de cortina ou window bags e duas no banco traseiro opcionais, já no Stilo 16v no lançamento, apenas o airbag frontal e lateral eram possíveis de serem comprados de forma opcional e no Stilo (8v) tinha apenas as bolsas de ar frontais, mas com o passar dos anos poderia ter até 6. 
Foi o primeiro carro nacional a ter a possibilidades destes 8 airbags, sendo que os frontais eram multi estágios e dispunham no banco do motorista e passeiro um sensor denominado Occupant Classification System - OCS que verificava se havia peso suficiente no banco para acionamento do airbag e quanto deveria ser aberto em função do peso dos ocupantes; som com MP3 player, como opcional com o pacote Connect e opção de disqueteira de até 5 discos; controles de estabilidade - exclusivo no Abarth; controle de tração - disponível em todos os modelos quando equipados com ABS e manteve o conceito básico estrutural do Europeu - tendo sua suspensão projetada no Brasil e sua plataforma modular Frame. 
As cores no lançamento eram: Branco Banchisa; Preto Vulcano; Vermelho Alpine nas opções sólidas e nas metalizadas Azul Jet; Azul Ocean; Cinza Orione; Dourado Mojave; Prata Bari; Preto Vesúvio; Verde Emerald e Vermelho Firenze.
Perdeu funcionalidades em sua tropicalização como a chave de partida keyless denominada de Easy Go - que era opcional mesmo naquele continente e o cruise control adaptativo - também opcional e durou pouco tempo devido ao custo e interferências externas. O ISOFIX e cinto de três pontas para passageiro traseiro central, que lá eram de série em todas as versões e aqui apenas disponível no pacote NGI para todas as versões de acabamento - exceto o Abarth que incluia o mesmo de série, tendo cada qual, inicialmente acabamentos distintos como: tecido em tear nas portas + tecido Santorin nos bancos para o Stilo; tecido aveludado nos bancos em tom azul no Stilo 16v e veludo Glamour no Stilo Abarth - em um primeiro momento a oferta de couro foi restrita para as versões intermediaria e topo de linha.
Nos primeiros anos do veículo a versão básica não incluia o ar condicionado como item de série. Todavia, a direção elétrica Dualdrive, novidade no segmento na época, bem como o computador de bordo MyCarStilo de 16 funções (ou 24 no caso da versão Abarth) eram os destaques de série. Na versão básica também, as rodas do modelo eram com calotas e não liga leve.
O lançamento no Brasil foi surpreendente com apenas 1900 vendidas a rede de concessionárias em apenas 15 dias, quando a montadora esperava vender esta quantidade ao longo de um mês, todavia, a alta demanda também havia seus problemas, levando a casos como o de Maritônio, que fez a encomenda de um Fiat Stilo 16v e mesmo após meses, não o recebeu mesmo após meses, gerando uma campanha online demonstrando sua insatisfação com o caso e gerando uma situação bastante desconfortável para a Fiat do Brasil.

#### Linha 2004
Na linha 2004 o modelo básico de 8v ganharia os retrovisores dianteiros elétricos com aquecimento, porta luvas superior refrigerado antes pertencentes ao kit Dynamic e quatro autofalantes e foi disponibilizado o kit Active que inclui sensor de chuva; crepúsculo; retrovisor fotocrômico e sensor de estacionamento como opcional - anteriormente existente apenas no 16v e Abarth.
É apresentado o modelo Stilo SP em homenagem aos 450 anos da cidade de São Paulo com 1450 unidades onde o kit NGI com os bancos de tecido, chamado de Glamour - vindos do Abarth e rodas aro 16 poledadas, além de poder ser equipado com o kit Active, airbags laterais e de cortina - apesar disto, custava apenas R$ 500 a mais que a versão 16v básica.
Neste mesmo ano foi apresentada a versão nacional do Stilo Michael Schumacher Limited Edition com 500 unidades iniciais - que seria reeditado na linha 2005.

#### Linha 2005
Apresentada em meados de 2004, a linha 2005 apresenta inicialmente como um pacote, o kit Connect que colocava a disposição do cliente um rádio MP3 com a inédita tecnologia bluetooth com viva voz integrado ao rádio por meio de um kit feito em parceria com a Nokia, também incluindo rodas de liga leve aro 16, cruise control, identificação do modelo nos paralamas e um telefone Nokia 6820, com uma parceria com a TIM.
A versão básica passou a ter frisos laterais na cor da carroceria, parabrisa degradê e quadro de instrumentos em cor preta. Todas as versões ganharam o novo emblema redondo na traseira. O modelo 16v ganha de série os bancos Glamour.

#### Linha 2006

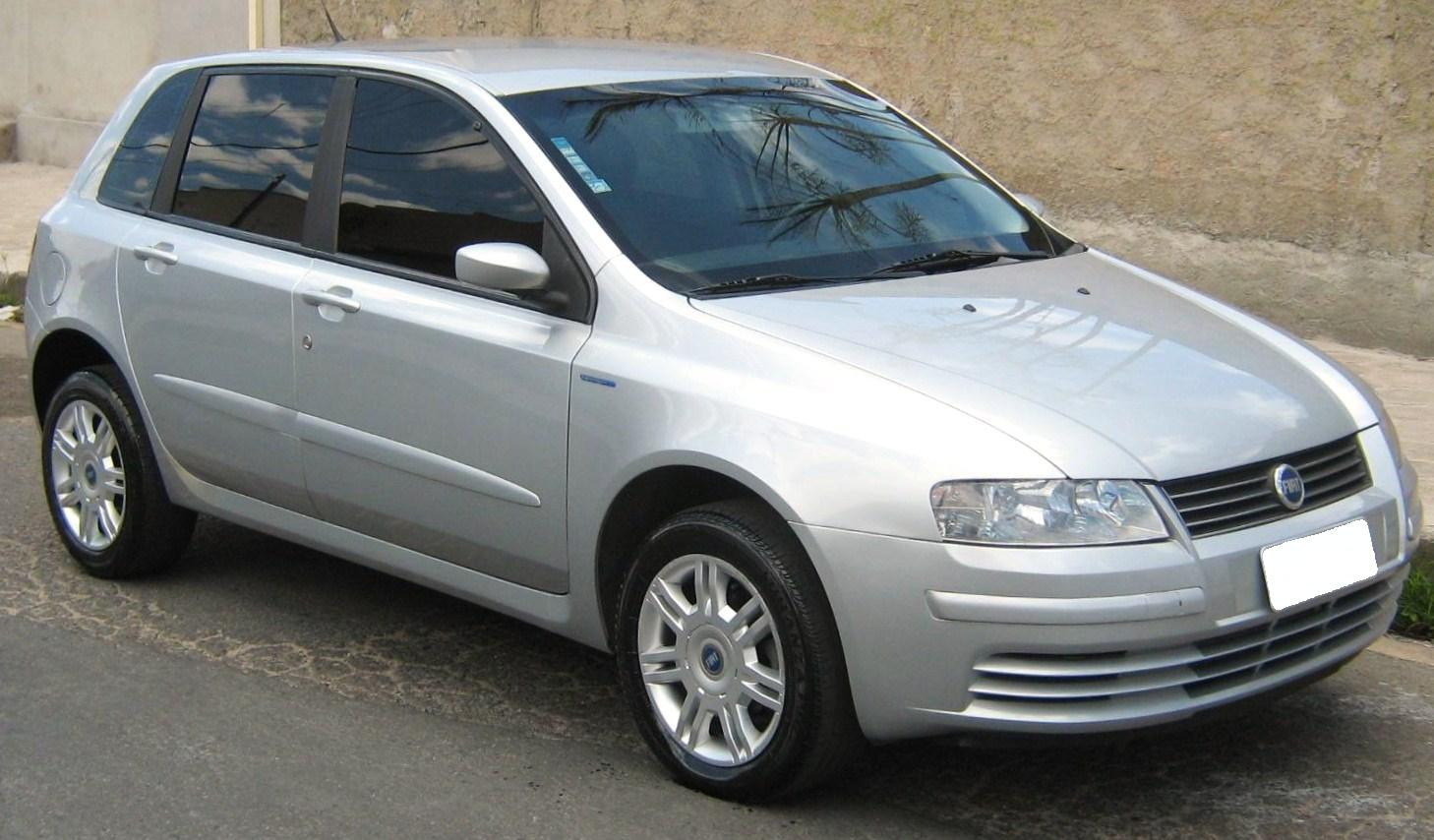
Stilo Connect Flex (pré facelift) na cor Prata Bari

Em 2005 foi lançada a versão Schumacher Season 2005, para homenagear Michael Schumacher quando ele se aposentou da Fórmula 1 na Ferrari, foi vendida nas cores Amarelo Indianapolis e Vermelho Modena somente e com rodas exclusivas aro 17 e spoiler traseiro, posteriormente, as cores preta e prata também foram disponibilizadas.
No final de 2005 já como linha 2006, o Stilo ganha o motor Flex com motor 1.8 de 8v e 114 cv no álcool e 112 cv na gasolina, porém os modelos 16v e Abarth permanceriam apenas com motores a gasolina, seria sua única mudança de motor até o fim de sua vida. 
Neste momento, muitos dos itens que eram exclusivos do modelo Stilo 16v já eram ofertados como opcional como teto solar Skywindow; bancos elétricos com memória e aquecimento e também do subwoofer no porta malas - além dos conhecidos kit Plus e Connect

#### Linha 2007
Na linha 2007, surge o Stilo Sporting, ainda com o desenho anterior e ocuparia o espaço dos modelos 16v e Schumacher com o ar condicionado Dualtemp com o teto solar Skywindow, as rodas de 17 polegadas, aerofólio, faróis com máscara negra, rádio Connect com bluetooth e viva voz, além de emblemas da versão de série, seu preço começava em R$ 58200 mil. Já na entrada da gama, o Stilo Flex ganhava de série o cruise control, o CD Player com MP3 e as rodas em liga leve de 16 polegadas - que eram também de série no Abarth. Como opcional, havia o pacote SP que era composto por bancos revestidos parcialmente em couro; viva-voz com Bluetooth; rodas em liga leve 17 polegadas com pneus 215/55; faróis com máscara negra; grade com 4 filetes cromados - anteriormente exclusiva do 16v e Abarth; tapetes exclusivos; adesivos de identificação e icônicos frisos, maçanetas, retrovisores na cor cinza ao custo de R$ 2800 a mais em relação a versão base, que custava a época R$ 50000.

#### Linha 2008

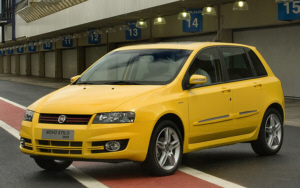
Facelift de 2008

Em janeiro de 2008, como linha 2008, um leve facelift na dianteira e traseira, onde na dianteira os farois de neblina passariam ser de série em todos os modelos, ocupando um espaço inferior no parachoque, além da eliminação de frisos, na lateral apenas novas rodas e frisos com cromados, na traseira, um novo conjunto óptico inspirado nas versões de 2 portas europeias, o novo emblema vermelho da marca e além disso, recebeu como opcional o câmbio automatizado de embreagem simples, o Dualogic chega ao modelo com preços a partir de R$ 51 mil
No mesmo ano a Revista Quatro Rodas o elegeu a compra do ano em sua edição de dezembro, superando concorrentes também já defasados como o VW Golf - versão atualizada do modelo Mk4 descontinuado em 2003 na Europa e o Chevrolet Astra, além disso, foi destacada nesta edição que o porta malas era um dos itens mais valorizados pelos proprietários de Stilo e que seus itens eram um dos itens mais elogiados pelos mesmos, como demérito, o preço das peças e confiabilidade das mesmas - custo benefício era destacado. 
Os modelos na época eram: 1.8 Flex; 1.8 Flex Dualogic; Sporting, Sporting Dualogic e Abarth.

#### Linha 2009

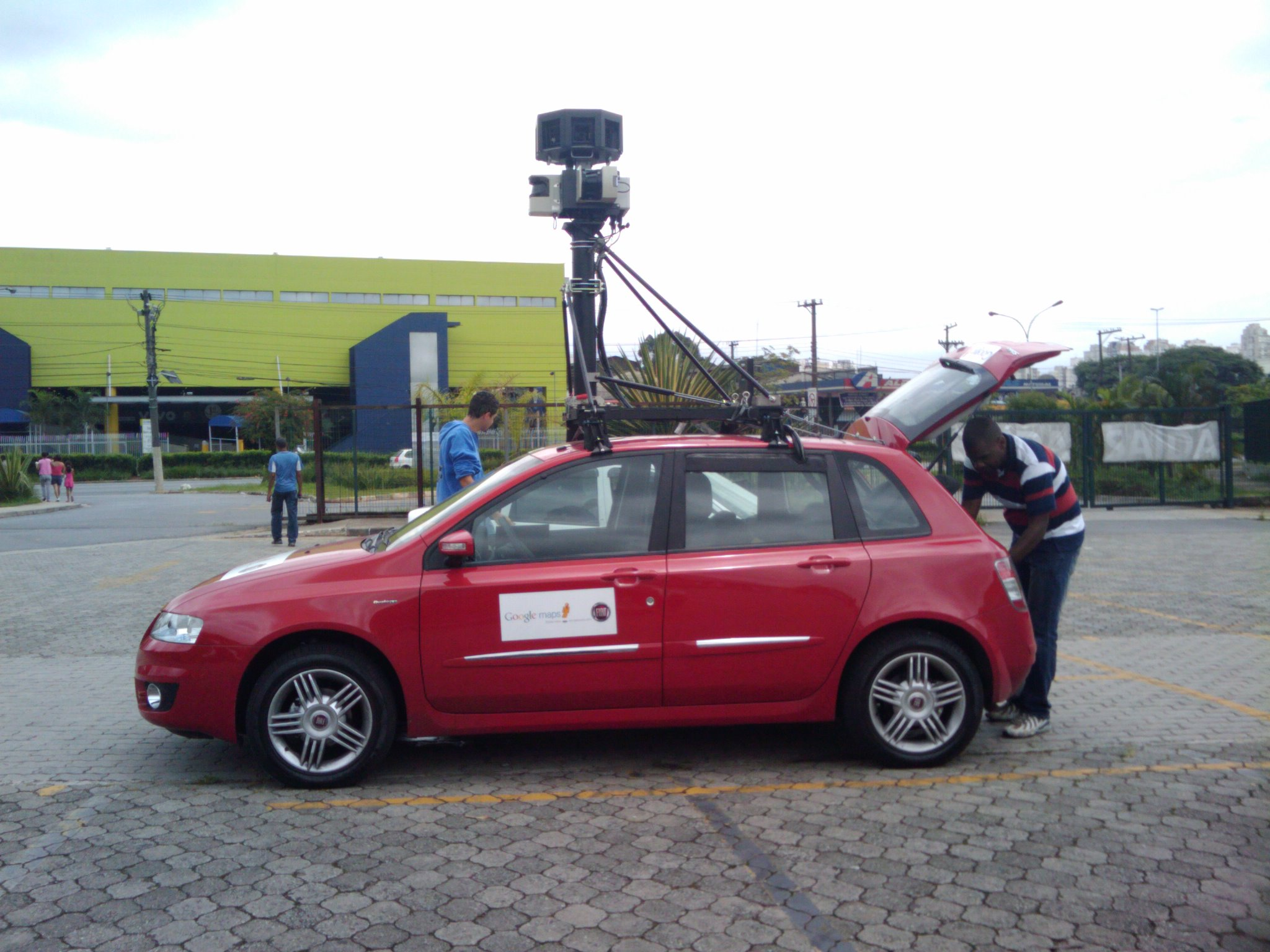
Stilo com equipamentos relacionados ao Google Street View

Apresentada em setembro de 2008, sem maiores novidades, porém com simplificação no número de pacotes de opcionais e redução de preços dos mesmos. Nas versões Sporting manual e Dualogic o kit HSD com airbag duplo dianteiro, ABS e freios a disco na traseira passaram a ser itens de série.
Em uma parceria com o Google, a Fiat e a empresa de Montain View fazem uma parceria para trazer o Street View para o Brasil com 30 unidades do Stilo 1.8 Flex para mapear as primeiras cidades: Belo Horizonte, São Paulo e Rio de Janeiro em 2009, na fase seguinte, com mais cidades, o Fiat foi depreciado em favor do Chevrolet Captiva. O desafio do projeto foi elaborado pela agência Nitrato.

#### Linha 2010
Em 2009, foi lançado a versão especial BlackMotion já como modelo 2010, que se tornou a versão top de linha até sua descontinuação, sempre com o câmbio Dualogic. Neste mesmo ano, o Abarth é descontinuado por baixas vendas e novas regras ambientais, totalizando na casa de 940 unidades vendidas.
Há o relançamento do Stilo SP em alusão aos 455 anos da cidade de São Paulo, porém desta vez com o motor 1.8 8v. 
Além disso, também como modelo 2010, foi criada a versão Atractive em preço abaixo da 8v Flex custando a partir de R$ 46,290 mil onde muitos opcionais foram removidos, mantendo apenas o essencial, onde o ar condicionado era analógico e rodas com calotas de 15 polegadas, porém com apenas dois pacotes de opcionais que incluiam o rádio Connect com MP3, bluetooth com viva voz e entrada USB/iPod e combinações com rodas em liga leve de 15 ou 16 polegadas.

#### Linha 2011
Apresentado ainda em meados de 2010, não trazia novidades devido ao lançamento eminente do Fiat Bravo no próximo ano, sua aposentadoria foi declarada em outubro de 2010.

### Europa

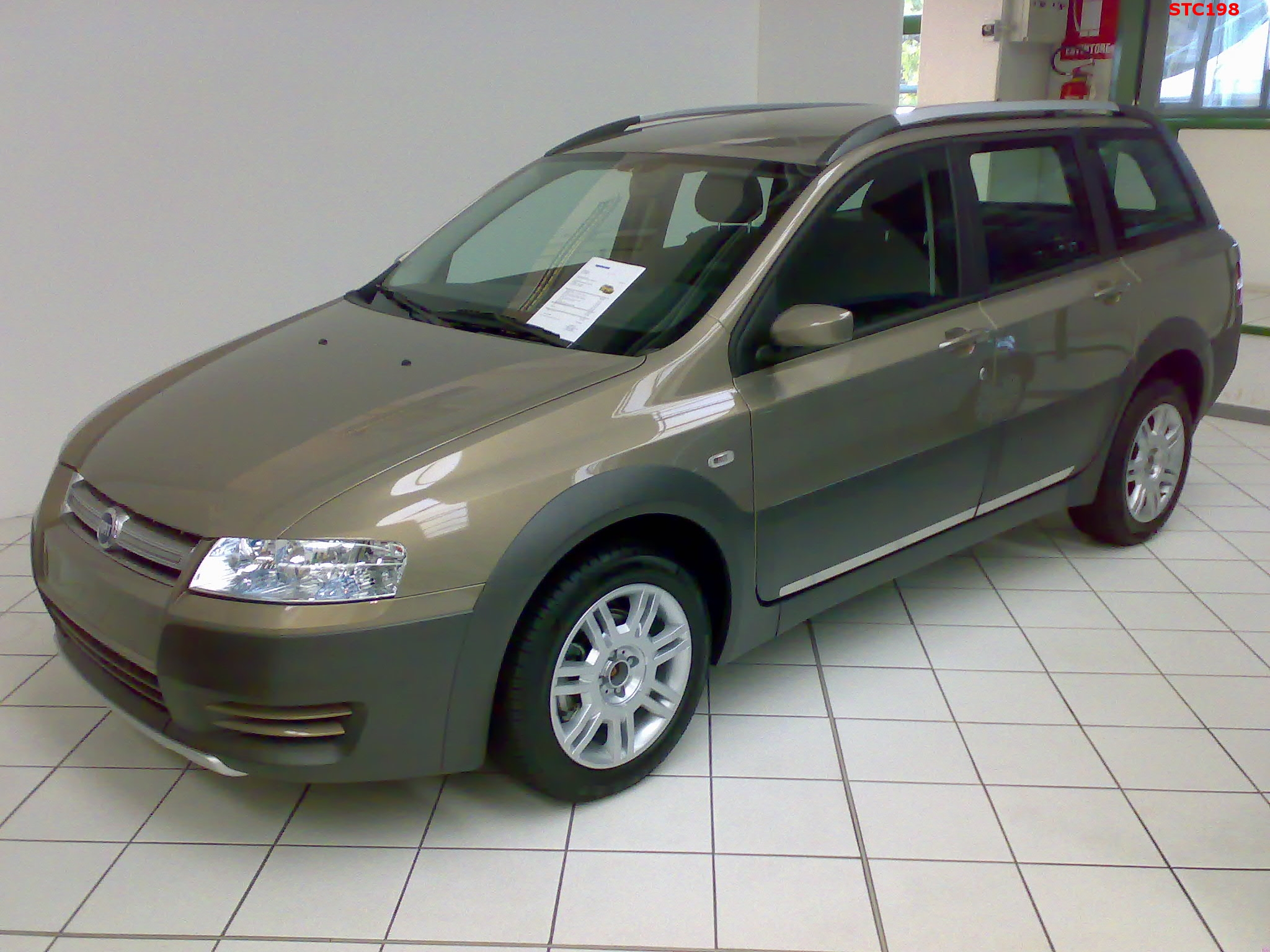
Stilo MultiWagon

Na Europa, o Stilo foi lançado em setembro de 2001 e apresentado no Salão de Genébra em fevereiro daquele mesmo ano sem a revelação do interior. Tendo como rivais diretos o Ford Focus de primeira geração, o Volkswagen Golf de quarta geração e principalmente o Peugeot 307 que havia sido apresentado ao público. A escolha do nome Stilo se deu por ser um nome italiano simples de pronunciar em várias línguas, importante para um veículo que seria global.
Com os motores que iam do 1.2 16v e 80 cv - inicialmente destinado apenas a frotistas; 1.6 16v de 103 cv; 1.8 16v de 133 cv e 2.4 20v além de versões JTD diesel de 80 e 115 cavalos de potência, em versões que na maior parte dos mercados eram chamadas de Active, Active Aircon, Dynamic e Abarth. houve ainda versões especiais como a Prestigio, Blue, Sporting, Schumacher, GT e Xbox em mercados como o Reino Unido.
Inicialmente com versões de 3 e 5 portas foi lançado e ainda em 2002 com números terríveis de venda, com estimativas apontando que apenas 60% da projeção inicial foi de fato vendida e a Fiat Auto com terríveis problemas financeiros estava apostando todas suas fichas no médio.
No final de 2002, foi lançado a versão MultiWagon, uma variante da carroceria do hatchback tendo como diferencial, o vidro da porta traseira com a possibilidade de acesso ao interior sem abrir toda a tampa.   Foi o carro mais vendido do segmento C1 na Itália naquele ano.
A britânica Rover cogitou utilizar a base do Stilo e imenso potencial de produção da Fiat para produzir um novo hatchback.

## Mercado
Seus concorrentes diretos no mercado eram Volkswagen Golf de quarta geração, Ford Focus de primeira geração, Opel Astra/Chevrolet Astra H, Chevrolet Vectra GT e Peugeot 307. Foram produzidas na casa de 100 mil unidades no mercado Brasileiro e pouco mais de 600 mil no mercado europeu. 
Eleito pela Revista Autoesporte o Carro do Ano de 2002 e de 2003.
Para exportação os motores escolhidos foi o italiano 1.8 16V VIS (99 KW) e o 1.9 JTD diesel de 115 cv (86 KW) especialmente para Argentina, Uruguai e Chile, apesar Chile não ter recebido o JTD, foi o único país da região receber a versão italiana de duas portas e a versão multiwagon. 
Neste mercado o Stilo foi parcialmente substituído pelo Bravo vindo diretamente da Itália ainda em 2007 no Chile e na Venezuela e no Brasil ele ganhou um leve facelift em 2008 e uma tentativa de reposicionamento até a chegada do Bravo. Foi cogitado a manutenção do nome, porém o público alvo já conhecia o modelo no exterior. Até mesmo uma sobrevida com o motor e-Torq do Bravo foi avaliada, mas era muito pouco, muito tarde. Então o Stilo saia de cena com um pouco mais de 100 mil unidades fabricadas, encerrando sua produção em outubro de 2010.
A britânica Rover cogitou utilizar a base do Stilo e imenso potencial de produção da Fiat para produzir um novo hatchback.

## Desempenho

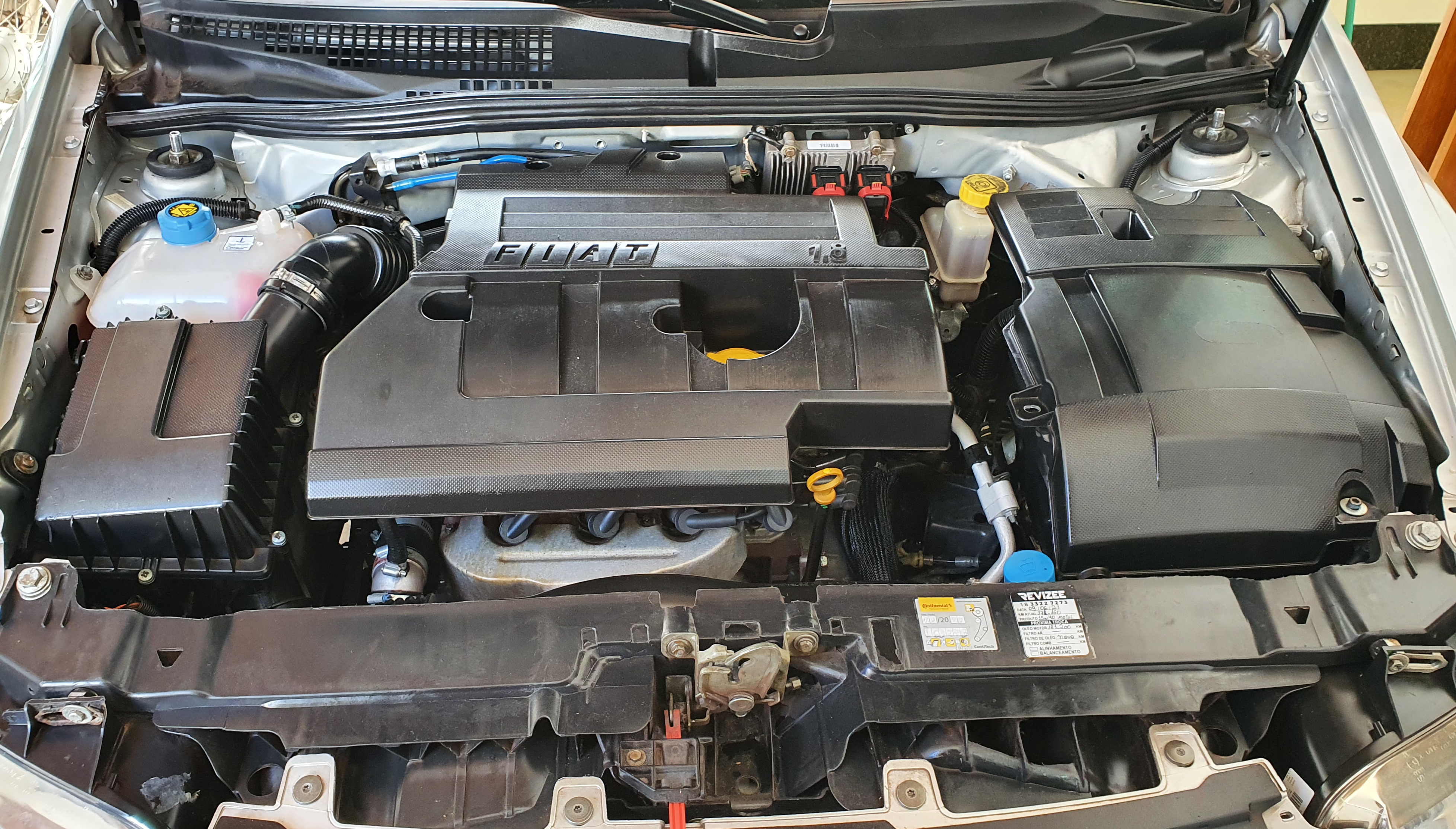
Motor Família I da Chevrolet e 1.8l e 103cv usado na maior parte dos Stilos de fabricação brasileira

Apesar de contar com uma grande variedade de equipamentos, nem sempre o Stilo teve desempenho à altura. Os primeiros motores 1.8 (de 8V e 16V) eram produzidos por uma joint venture entre Fiat e GM, o mesmo sendo motor utilizado nos carros da Chevrolet no Brasil, como Corsa, Montana e Meriva. As maiores críticas iriam para as versões esportivadas como a "Sporting" (com o motor 1.8 8v Flex) e "Schumacher" (e o motor 1.8 16v).
A única versão que chegou a ter um temperamento verdadeiramente esportivo foi a Abarth, que possuía um motor 2.4 20V de 5 cilindros de 167cv que já equipava o Marea, mas não foi uma versão bem sucedida em vendas devido a seu alto preço, principalmente em fim de vida, onde mesmo sem opcionais e com vários downgrades, disputava em preço com veículos mais modernos e as vezes de segmento superior.

## Controvérsias
O modelo representou para a marca um prejuízo de 2000 milhões de Euros, tendo representado para a Fiat, uma perda de 2600 euros por carro vendido. 
O recall de 50 mil veículos - metade da produção total, por risco de soltura das rodas em modelos sem ABS acabou por comprometer a imagem do modelo, principalmente pela lentidão da montadora em realizar uma campanha para o mesmo, principalmente pelo compartilhamento desta peça com outros modelos da fabricante - correndo o risco assim, de desencadear um recall massivo de milhões de unidades.
No Brasil, o modelo foi bastante criticado pelo uso do câmbio automatizado Dualogic, com diversos problemas conhecidos por reparadores e que foi usado em muitos modelos da marca. As rodas grandes para os padrões nacionais da época acabavam por gerar força excessiva no sistema de direção, causando posteriormente desgaste prematuro de buchas de bandeja, inclusive sendo um dos poucos itens criticados no teste de 60 mil km da Revista Quatro Rodas e folgas na coluna de direção. No geral, no Brasil, o modelo tem boa avaliação no quesito de confiabilidade e satisfação do consumidor.
O teto solar Skywindow, criado originalmente pela Webasto, também é considerado ao mesmo tempo único pelas suas lâminas segmentadas mas também por exigir manutenção periódica e especializada.
Na Europa, problemas eletrônicos diversos, causados principalmente pelo posicionamento da ECU próxima ao motor, além de problemas com a transmissão automatizada Selespeed disponibilizadas entre os anos de 2001-2004 no modelo Abarth.

## Legado

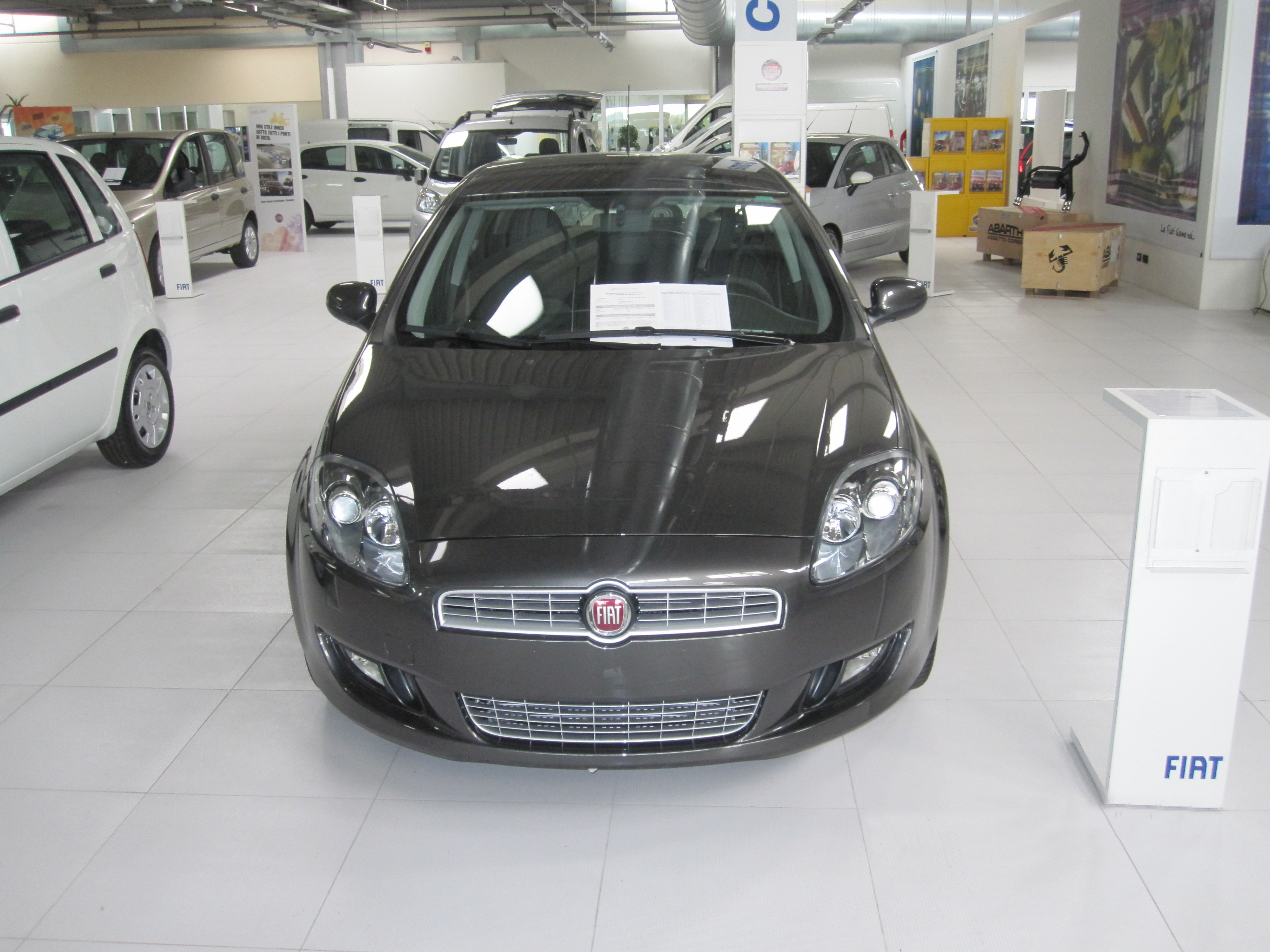
Fiat Bravo é o sucessor do Stilo e herda a plataforma de seu antecessor

Apesar do fracasso comercial na Europa e um prejuizo bilionário, o Stilo representou um avanço em muitos sentidos para a Fiat como a adoção de direção elétrica em veículos - o segundo no mundo a usar o sistema da TRW, a adoção de cruise control adaptativo na Europa e câmbio robotizado Dualogic que posteriormente foi adotado em toda linha Fiat. Foi também um dos primeiros veículos do mundo neste segmento a incluir, por lá, o Controle Eletrônico de Estabilidade - ESP bem como um quadro de instrumentos colorido em LCD. Estes itens seriam padrão quase 10 anos após seu lançamento em seu segmento, mostrando que o modelo estava realmente a frente do tempo. 
A plataforma do Stilo - a Frame, foi adotada posteriormente no Bravo com melhorias incrementais, até para conter os custos no desenvolvimento e foi evoluída para se transformar na a C-Evo/CUSW que ainda é adotada no Alfa Romeo Giulietta sendo que esta também passou por melhorias para uso no Dodge Dart, no Fiat Viaggio e Fiat Ottimo.  
Além disso, rodas e o teto solar Skywindow fabricado pela Webasto se tornaram marcas registradas do modelo, sendo instalados em diversos carros, inclusive carros não-Fiat. De itens que também são comumente levados a outros veículos, destaque para as rodas em liga leve de 17 polegadas das versões Sporting, Michael Schumacher e Abarth que geralmente são copiadas em diversos modelos e tamanhos distintos. 
O hatchback médio foi o Fiat de maior tempo de fabricação da categoria no Brasil: sendo um total de 8 anos, 4 anos do Tipo, 4 anos do Brava e posteriormente 6 anos do Bravo. 
Sua base também serviu ao conceito Fiat FCC II sendo que muitos dos elementos apareceriam mais tarde no Fiat Toro.
No Brasil coube ao Stilo trazer em pauta a conectividade com telefones a bordo - sendo o primeiro de seu segmento a ofertar o Bluetooth, em um momento em que esta tecnologia ainda não era padrão; o teto solar; os equipamentos de segurança e recursos de comodidade como o NGI que em conjunto, nunca mais foi repetido em nenhum outro Fiat posterior e gravou na memória do público a frase do comercial "você tem ou você não tem". 
Além disso, no âmbito acadêmico, uma unidade Stilo com câmbio automatizado Dualogic foi usado nos primeiros testes de condução autonôma pela Universidade de São Paulo em São Carlos ainda nos anos 2000.

## Publicidade

### No Brasil
No Brasil a campanha de lançamento do Stilo começou segundo Murilo Moreno, gerente de marketing de 1996-2002 da Fiat, com uma ação chamada "Que carro é esse?" onde o comercial pergunta ao espectador "que carro é este que tem cruise control?", "que carro é esse que tem ar condicionado Dualtemp?" e outras perguntas sem os emblemas da montadora Fiat, onde o usuário, no site quecarroeesse.com.br tinha que responder de que montadora seria o carro apresentado, onde muitos usuários votaram em "Volkswagen", demonstrando que suas características não eram comuns aos Fiats de sua época. A campanha, junto a conhecida "Stilo: você tem ou você não tem" fizeram com que o modelo tivesse vendas muito acima do esperado e cravou na mente do público a referida frase.
Como parte para integrar os veículos Fiat ao cotidiano das pessoas, a Fiat investiu em merchandising para vários modelos e o Stilo, sendo o topo de linha da fabricante a época, também teve suas ações em shows como Mulheres Apaixonadas; A Grande Família; Da Cor do Pecado e Os Normais. Neste último inclusive teve um episódio dedicado ao mesmo, o 22 da segunda temporada denominado "Acordando Normalmente", onde graças a Ruy descobrir uma relação entre o preço do dolar e o humor de Vani, os mesmos especulam sobre o valor da moeda estrageira e compram um Stilo Abarth 0-km na cor Prata Bari a época, mostrando as funcionalidades do Skywindow, Dualtemp e o apoio de braços dianteiro. Mostrava portanto que o Stilo, principalmente nesta versão, era um carro para os mais afortunados e com inúmeros equipamentos.
Em 2003 foi elaborado um comercial pela agência Leo Burnett exclusiva para o mercado brasileiro onde é apresentada as funcionalidades do ar condicionado Dualtemp com Cris Caner e Tony Borges.
Em 2005 uma unidade aparece em um comercial da linha daquele ano e citação que a marca foi campeã de rally.
Em 2008 para lançamento do câmbio Dualogic, foi feita uma campanha ressaltando os dois modos do câmbio.
Para o lançamento em 2009 da edição BlackMotion foi utilizado o slogan "Para poucos e maus", na mesma linha do comercial original mas ressaltando esportividade e o câmbio Dualogic, também com Cris Caner e Tony Borges.

### Na europa
A campanha de lançamento do Stilo utilizou a frase "Think Forward" - "Pense no Futuro" elaborada pela agência BGS D'Arcy em muitos mercados, cada qual com os idiomas dos repectivos mercados para mostrar que toda a tecnologia embarcada do Stilo era voltada ao futuro. Foi feito um investimento de 100 milhões de euros a época com anúncios no lançamento e outros 200 milhões em 2002 feita em meios multiplataforma e mirou menos em TV e mais em mídia impressa, online e rádio.
Os anuncios de televisão iniciais eram feitos pela Leo Burnett com formatos entre 30-45 segundos iniciando por um que apresenta todas as características do modelo com abreviações como: 8AB, ESP, OSC, NGI e terminando com PiPi e foi produzido em vários idiomas.
Posteriormente foi feita uma campanha para a versão Michael Schumacher com o piloto e Rubens Barrichello.

## Produção

### Brasil
| Ano   | Produção (diesel) | Produção (álcool) | Produção (gasolina) | Produção (flex) | Total   |
| ----- | ----------------- | ----------------- | ------------------- | --------------- | ------- |
| 2002  |                   | -                 | 8.483               | -               | 8.483   |
| 2003  | 78                | -                 | 12.786              | -               | 12.864  |
| 2004  | 95                | -                 | 10.740              | -               | 10.835  |
| 2005  | 10                | -                 | 9.354               | 1.745           | 11.109  |
| 2006  | 43                | -                 | 1.686               | 9.776           | 11.505  |
| 2007  | 3                 | 3                 | 309                 | 12.922          | 13.237  |
| 2008  | -                 | -                 | 728                 | 17.727          | 18.455  |
| 2009  | -                 | -                 | 48                  | 10.139          | 10.187  |
| 2010  | -                 | -                 | 76                  | 5.882           | 5.958   |
| Total | 258               | 3                 | 44.210              | 58.191          | 102.662 |

NOTA: lançamento em setembro de 2002.

## Galeria

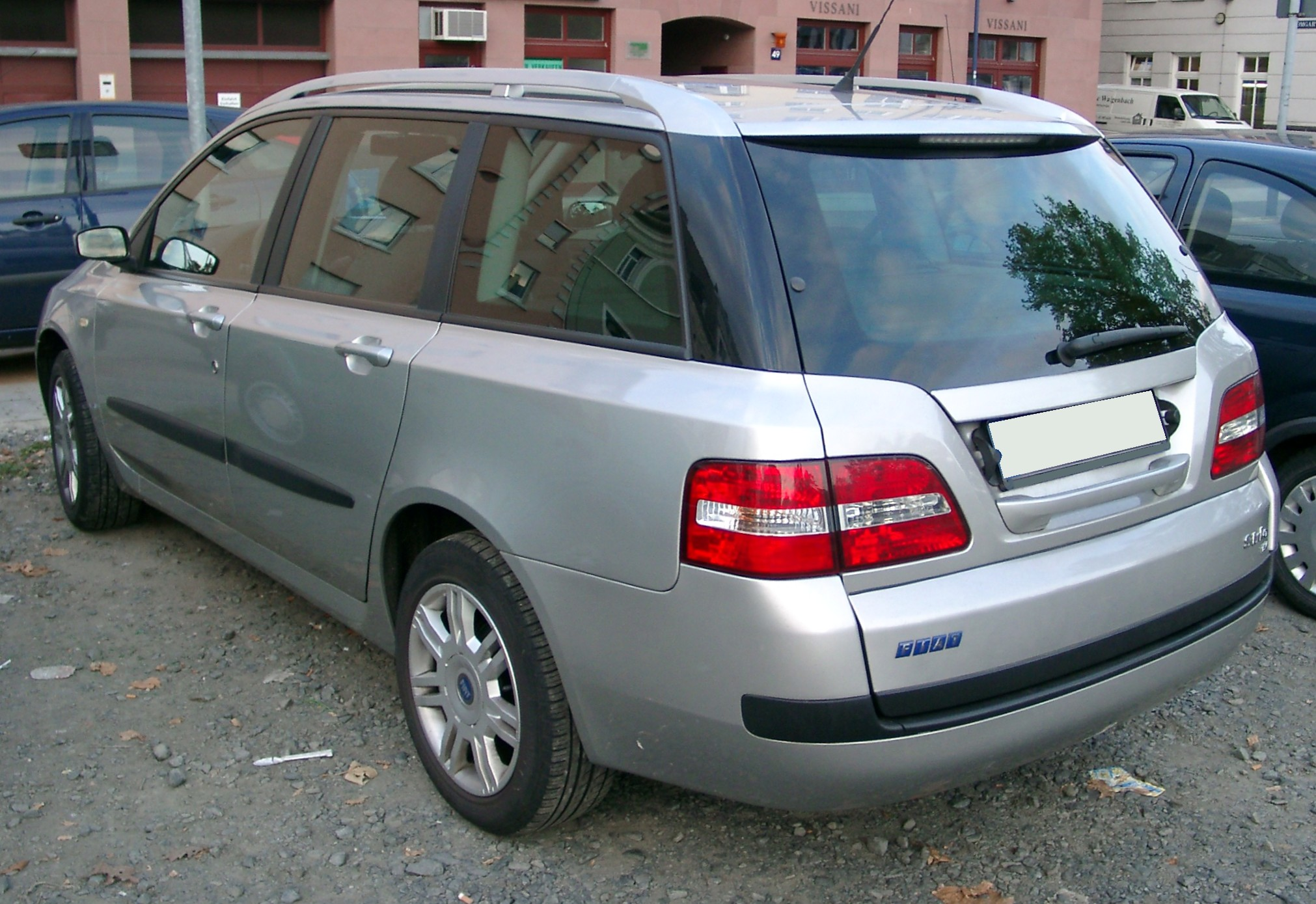
Traseira do Stilo MultiWagon
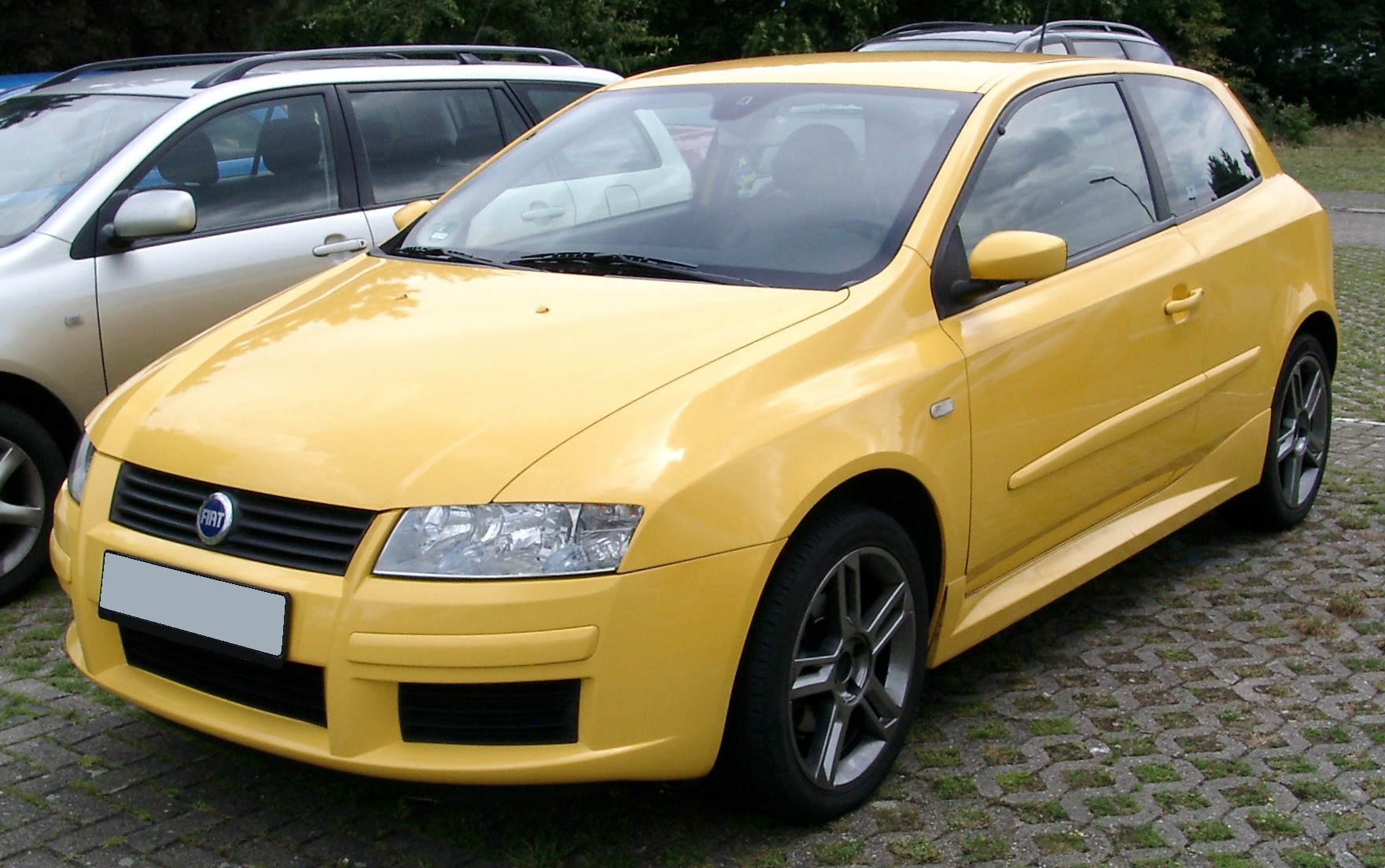
Dianteira do Stilo 3 portas
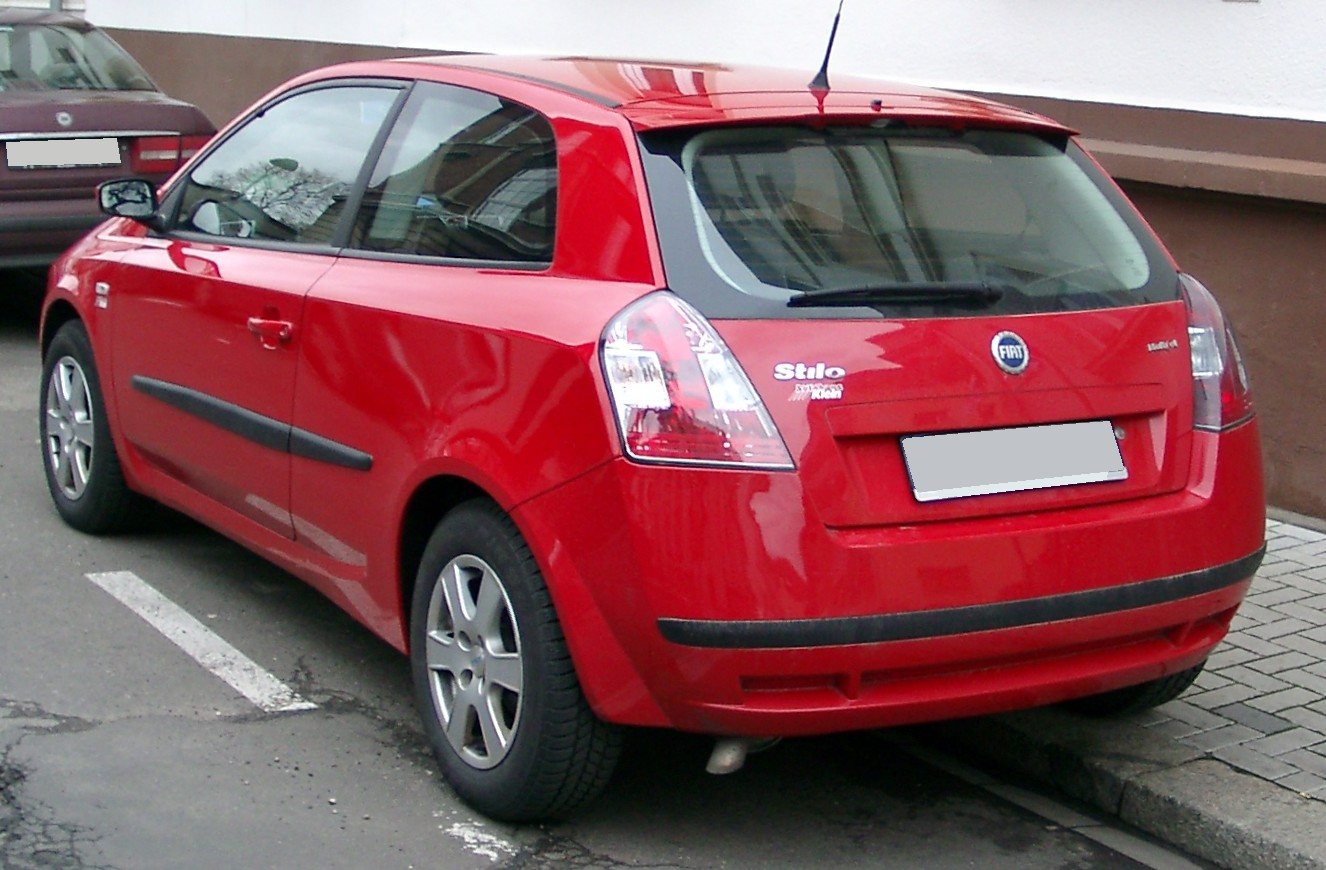
Traseira do Stilo de 3 portas
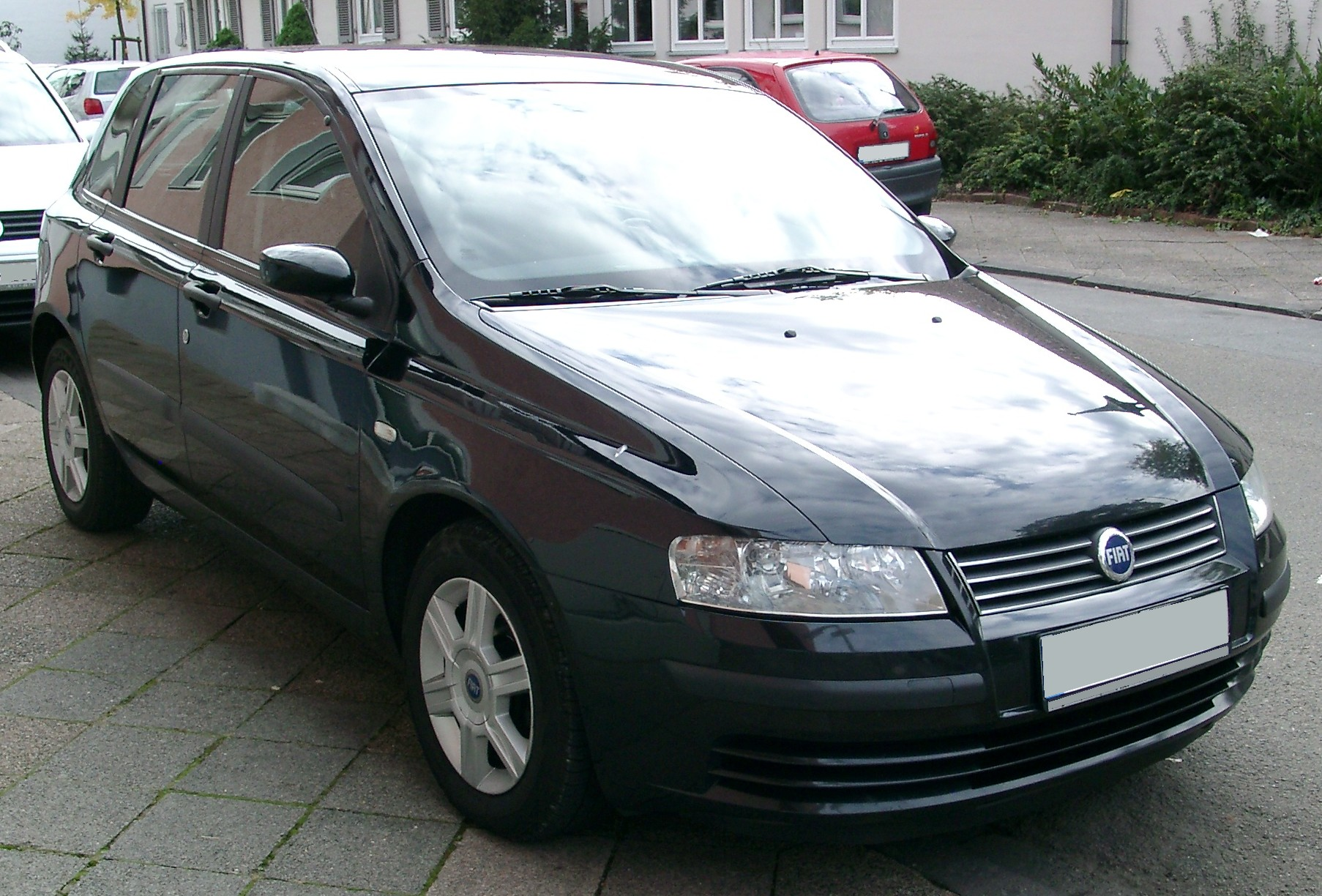
Dianteira do Stilo de 5 portas (2001-2004) na Europa
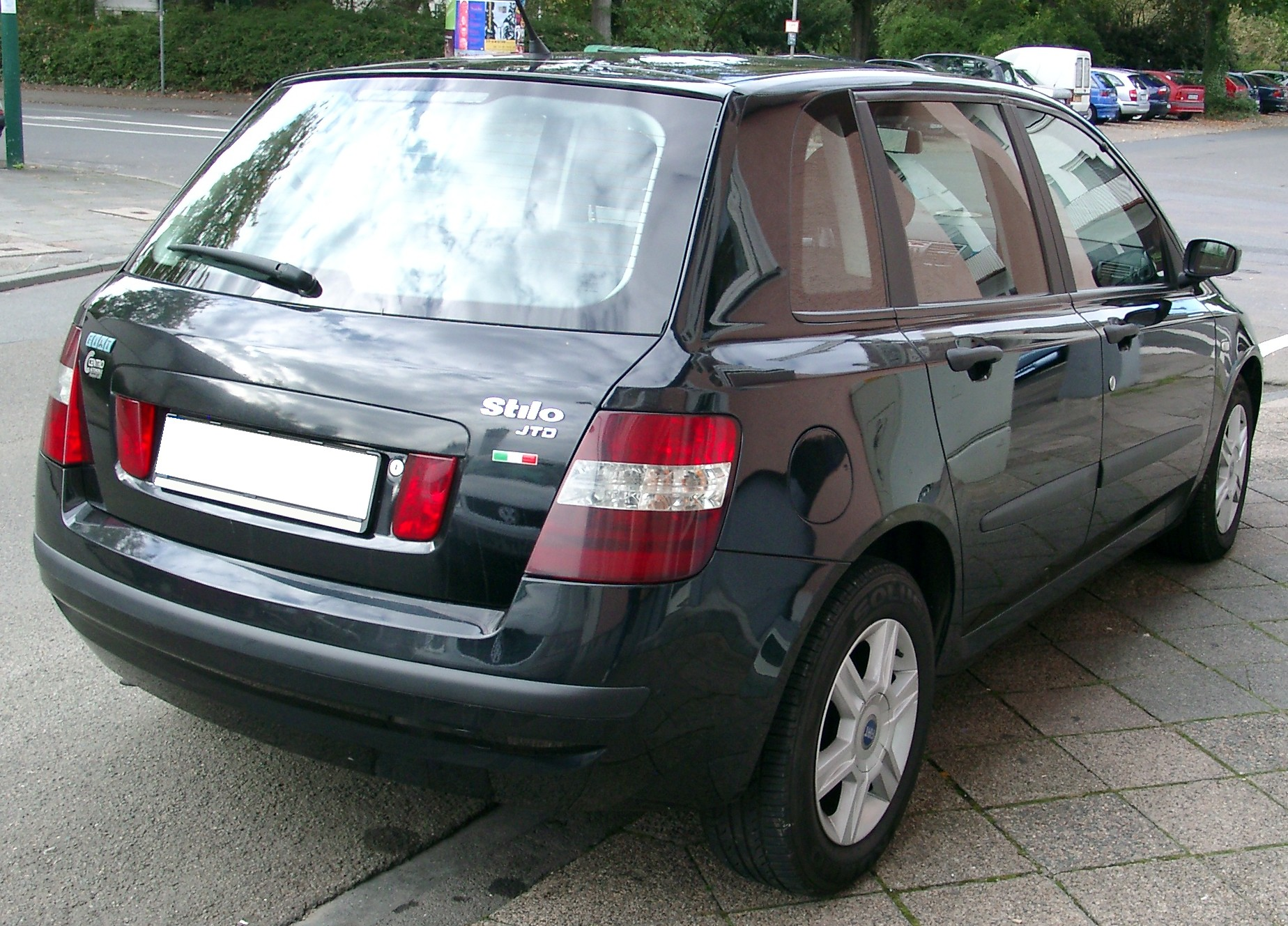
Traseira do Stilo JTD de 5 portas (2001-2004) na Europa
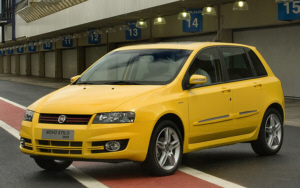
Dianteira do Stilo reestilizado para a América Latina (2008-2010)
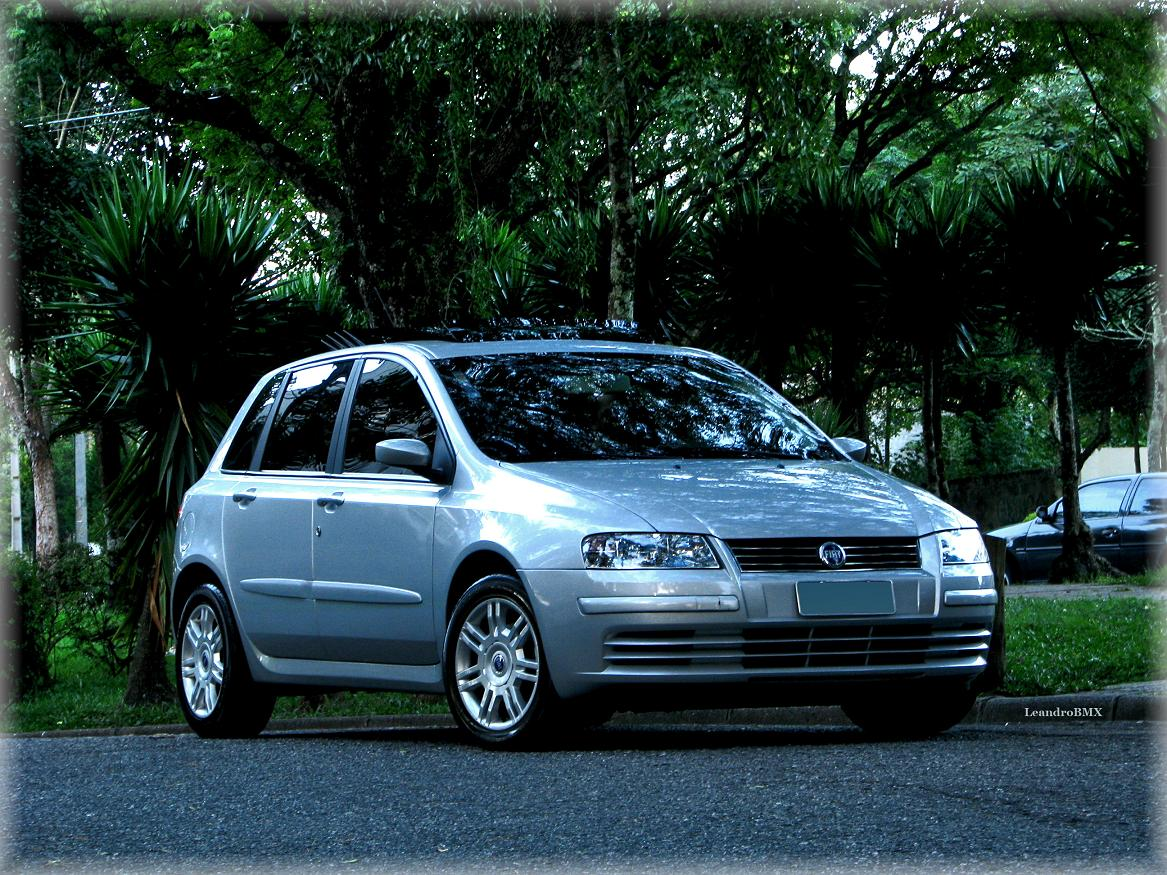
Dianteira do Stilo Brasileiro (2002-2007)
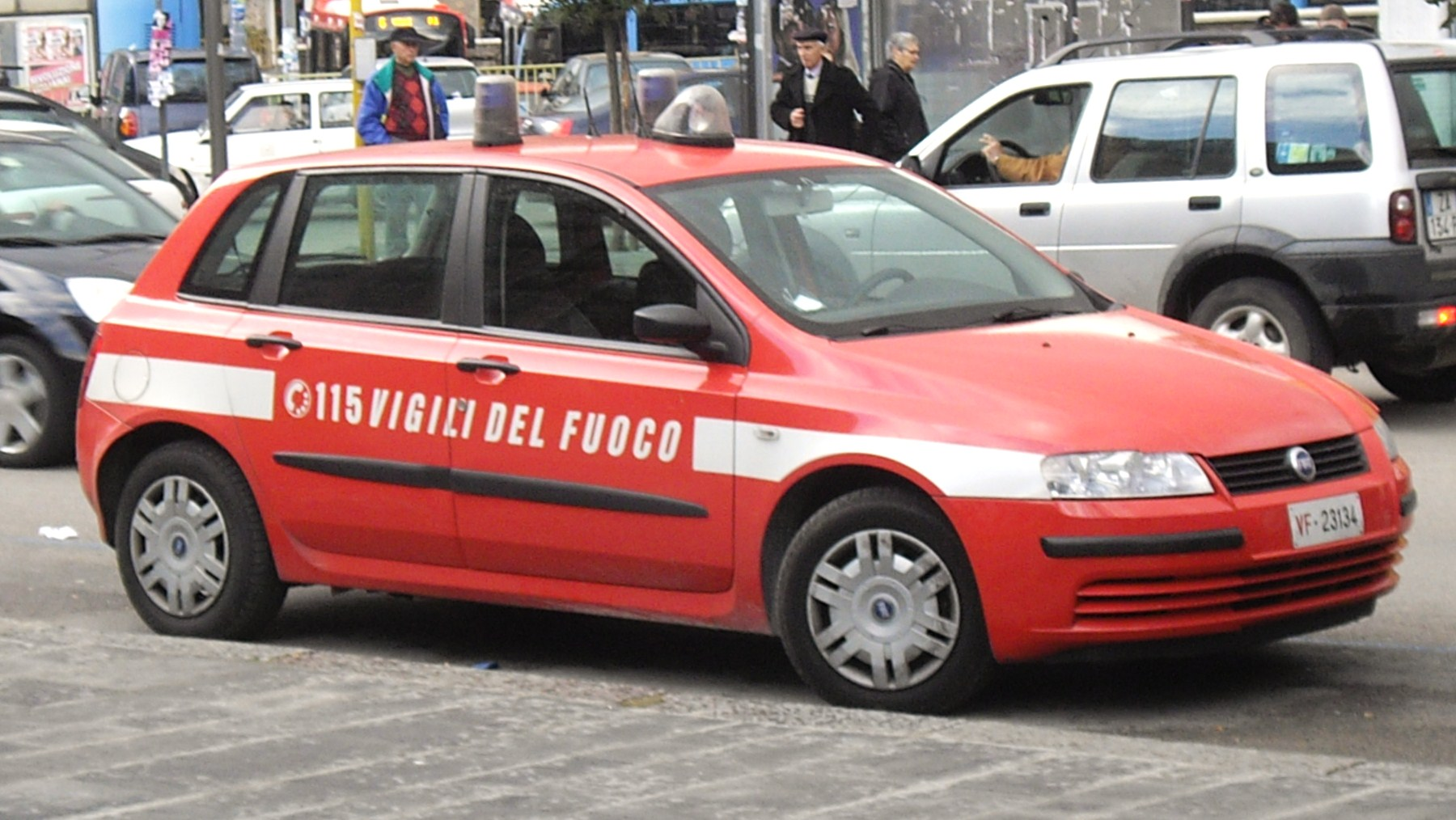
Stilo da polícia Italiana
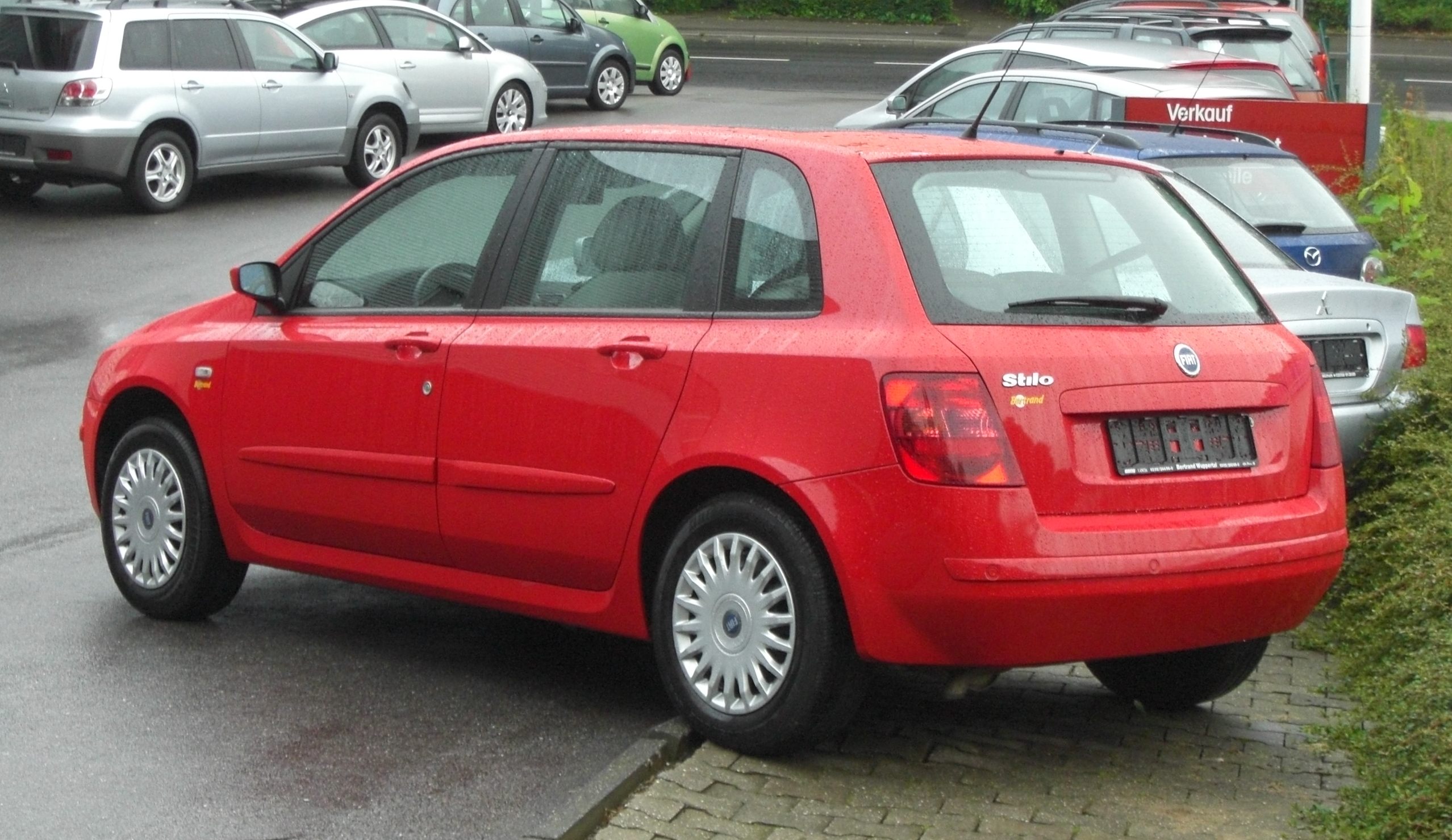
Stilo europeu da reestilização de 2004 - sem luzes de neblina traseira
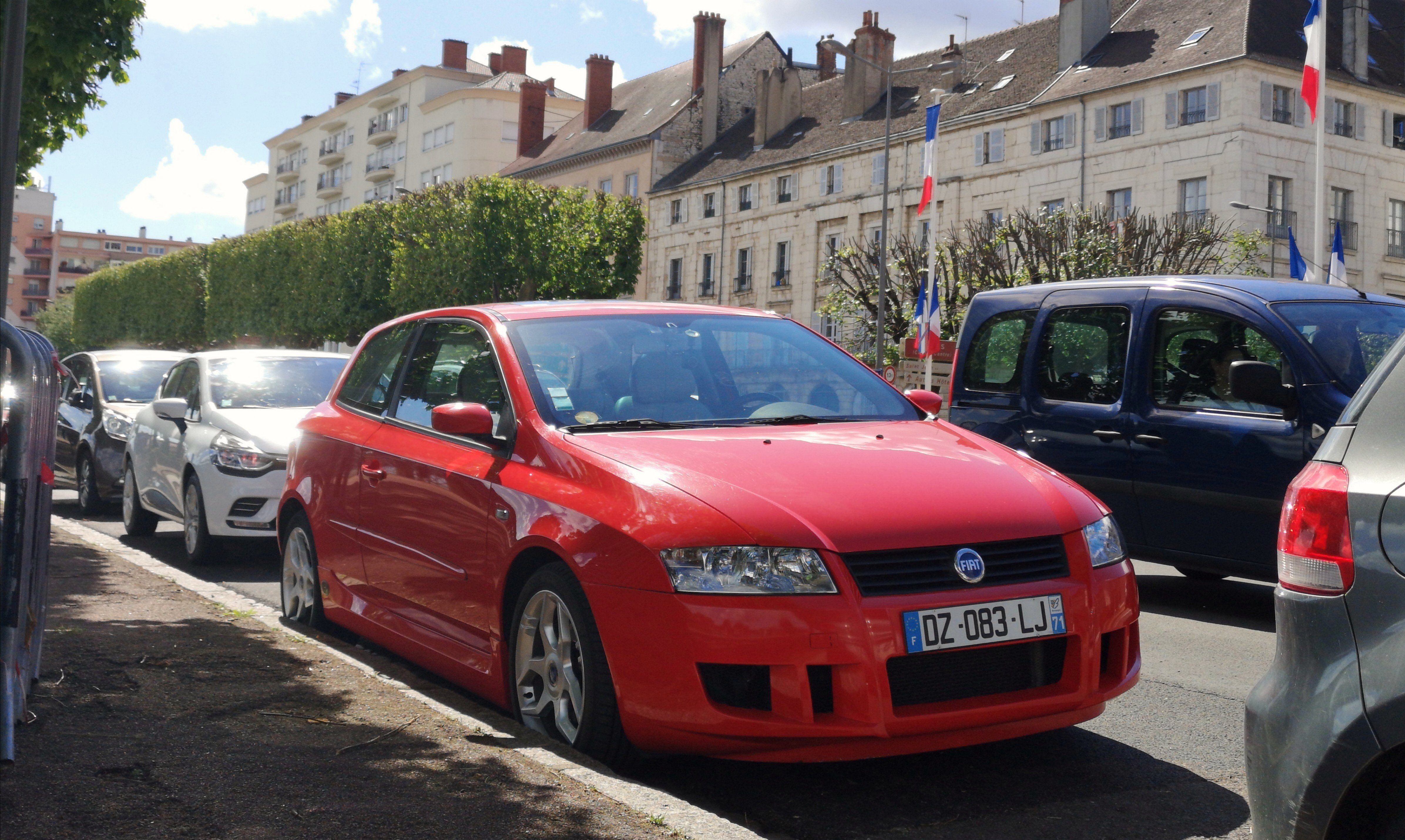
Michael Schumacher 3p da europa
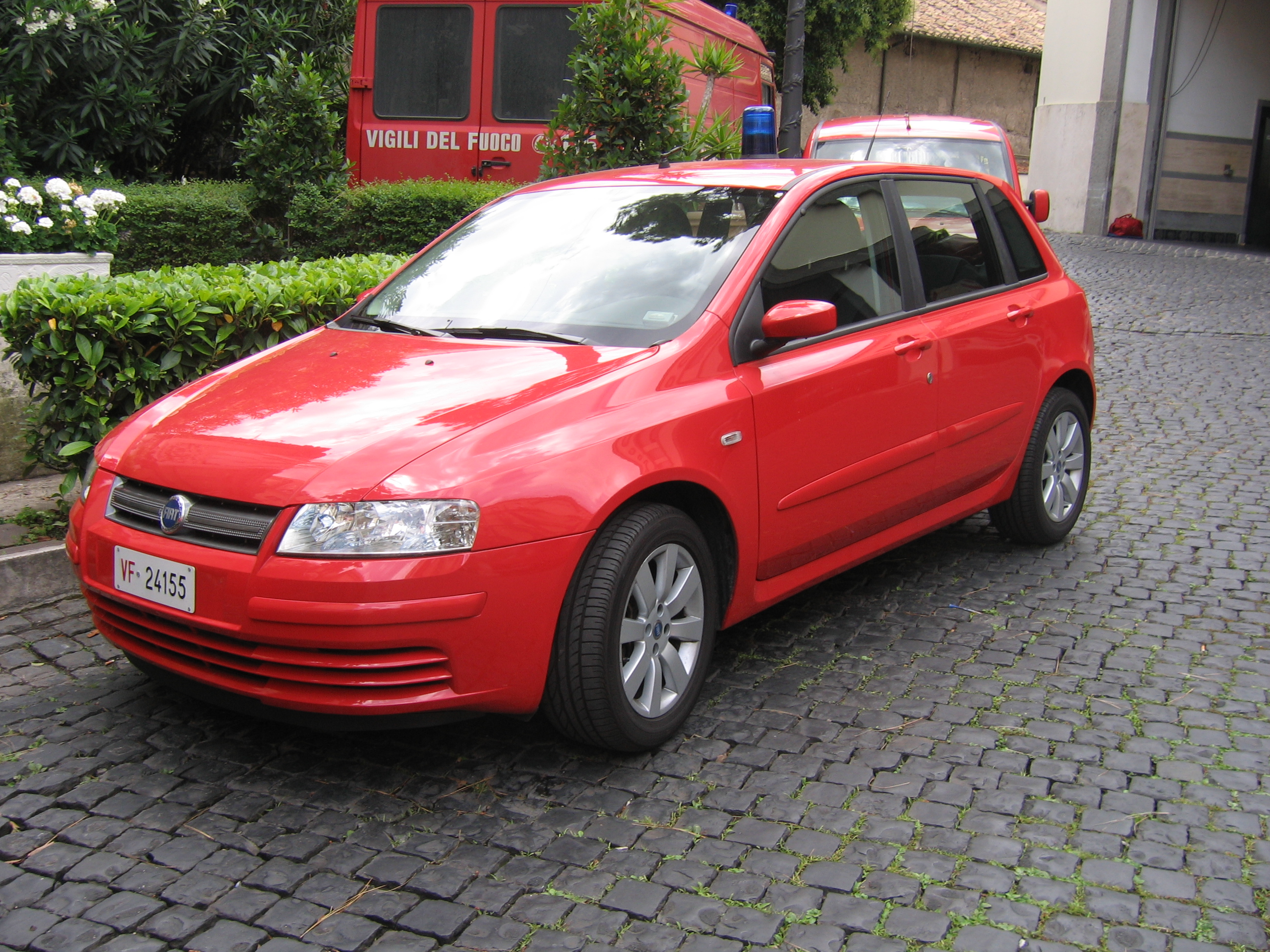
Rear lift de 2006 para o mercado europeu